# George Popham
George Popham (ur. ok. roku 1550, zm. w 1608) – angielski żeglarz, korsarz i jeden z pierwszych kolonizatorów Ameryki Północnej.

## Historia
Urodził się w Huntsworth w hrabstwie Somerset niedaleko Bristolu. Był bratankiem sir Johna Pophama, Najwyższego Sędziego Anglii i Walii w okresie of 1574 do 1606 roku.
W latach 1594–1595 Popham był dowódcą korsarskiego okrętu napadającego na hiszpańskie statki i osady w Indiach Zachodnich i na północnowschodnich wybrzeżach Ameryki Południowej. Na jednym ze zdobytych statków znalazł dokumenty szczegółowo opisujące wnętrze lądu w regionie zwanym przez Hiszpanów Guiana; dokumenty te później oddał sir Walterowi Raleighowi.
W roku 1606 Popham znalazł się w gronie założycieli i organizatorów Kompanii Wirgińskiej w Plymouth, która – równolegle w siostrzaną Kampanią z Londynu – otrzymały od króla Jakuba I nadania ziemskie w dzisiejszej Nowej Anglii i Wirginii. Jeszcze w tym samym roku, korzystając z pomocy swego stryja i sir Fernanda Gorgesa, zorganizował pierwszą wyprawę kolonizacyjną do Ameryki.
31 maja 1607 roku Popham wypłynął z Plymouth na pokładzie statku Gift of God. Drugim statkiem ekspedycji, Mary and John, dowodził Raleigh Gilbert, syn sir Humphreya Gilberta i siostrzeniec sir Waltera Raleigha. Oba statki, wiozące około stu kolonistów, dotarły do wybrzeży dzisiejszego stanu Maine w połowie lipca. Posuwając się wzdłuż wybrzeża dokonali pierwszego lądowania w dniu 9 sierpnia na wyspie Monhegan. W tydzień później założyli osadę u ujścia rzeczki Kennebec (wówczas zwanej Sagadahoc) w pobliżu dzisiejszego Phippsburga. Osada – nazwana Fort St.George – składała się z 15 chat i kościoła, a pierwszym gubernatorem został wybrany Popham.
Popham, Gilbert i 45 kolonistów zostało w osadzie, gdy tymczasem oba statki 5 grudnia odpłynęły do Anglii. W zimie pożar strawił większość osady zostawiając ich bez środków do życia. W dniu 8 lutego 1608 roku Popham zmarł, a latem, gdy wrócił jeden ze statków, Gilbert i pozostali przy życiu koloniści wrócili do Plymouth.
Niedługo istniejąca osada George'a Pophama była pierwszą kolonią angielską w Nowej Anglii.